# نزاعات قانونية على سلسلة هاري بوتر

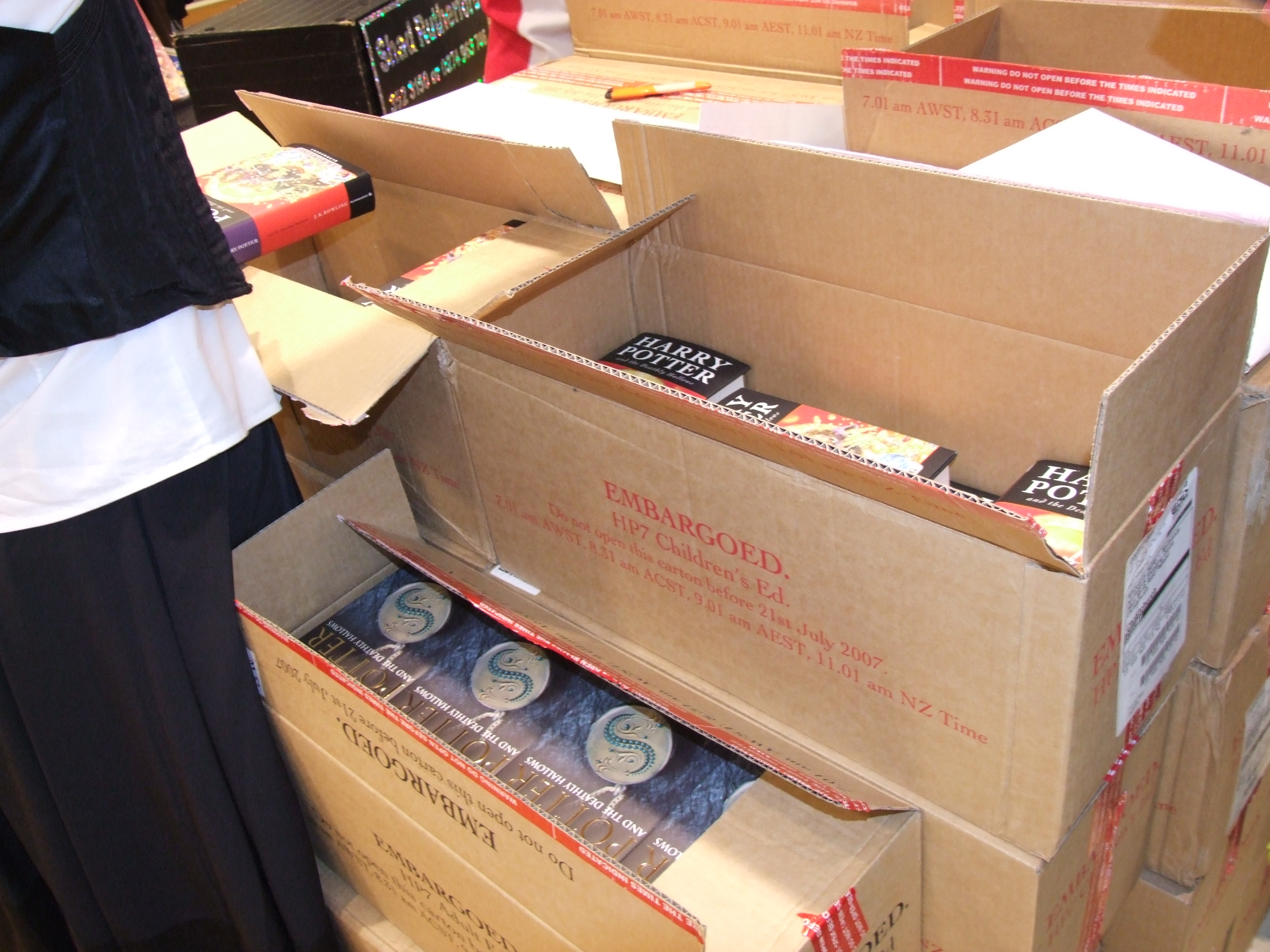

منذ أن ذاع صيت سلسلة هاري بوتر التي كتبتها جاي. ك. رولينغ لأول مرة في أواخر التسعينيات من القرن الماضي، أحدثت السلسلة العديد من النزاعات القانونية. اتخذ ناشرو رولينغ العديدون وتايم وارنر التي تملك حقوق نشر أفلام هاري بوتر، عدة إجراءات قانونية لحماية حقوق النشر كما وجهت اتهامات ضد سارقي حقوق النشر أنفسهم. أدت شعبية سلسلة هاري بوتر العالمية إلى ظهور تكملات مصنوعة محليًا غير مصرح بها بالإضافة إلى أعمال أخرى ذات صلة، ما أثار الجهود لمنعها أو احتوائها. واجهت هذه الإجراءات القانونية العديد من حالات القرصنة الصريحة، إلا أنه كانت هناك محاولات أخرى تستهدف محاولات غير هادفة للربح فانتُقدت.
شملت منطقة أخرى من النزاعات القانونية سلسلة من الإنذارات القانونية من رولينغ والناشرين التابعين لها لمنع أي أحد من توزيع كتبها أو قراءتها قبل تاريخ نشرها الرسمي. أدت القوة الجارفة لهذه الإنذارات بالصدفة إلى إخماد نشطاء الحريات المدنية والخطاب الحر وأشعلت المناظرات حول «حق القراءة». استُخدمت هذه الإنذارات في قضية تعدٍّ على الممتلكات ليست ذات صلة كما في قضية سابقة تدعم إصدار أمر قضائي ضد جون دو.
بعيدًا عن هذه الجدالات، كذلك أدت أو كادت تؤدي عدة أحداث معينة متعلقة بهاري بوتر إلى إجراءات قانونية. في 2005، حُكم على رجل بالسجن لمدة أربع سنوات بعد إطلاقه النار من بندقية متماثلة في وجه صحفي أثناء صفقة منظمة للنسخ المسروقة لرواية هاري بوتر غير المصدرة ولمحاولة ابتزاز الناشر وتهديده بنشر أسرارًا من الكتاب. ثم في 2007، فكرت دار نشر بلومزبري في أخذ إجراء قانوني ضد سلسلة أسواق أسدا بتهمة التشهير بعد اتهام الشركة لهم بزيادة سعر رواية هاري بوتر النهائية، هاري بوتر ومقدسات الموت. جمع الوكيل دايفد كلوف قائمة شاملة للملكية الفكرية والدعاوى القضائية الكلامية التي تنطوي على هاري بوتر، دعاوى هاري بوتر وأين تجدها، لمدونة قانون العلامات التجارية وحقوق النشر.

## ادعاءات التعدي على حقوق النشر والعلامات التجارية ضد رولينغ

### نانسي ستوفر
في 1999، ادعت الكاتبة الأمريكية نانسي كاثلين ستوفر تعدي رولينغ على حقوق النشر والعلامة التجارية لأعمالها الصادرة عام 1984 أسطورة راه والماغلز (رقم الكتاب المعياري الدولي1-58989-400-6-) ولاري بوتر وصديقته المقربة ليلي. كمن أساس قضية ستوفر في اختراعها المزعوم لكلمة ماغلز، اسم فصيلة من الأسلاف المشتركة الشبيهة بالإنسان في أسطورة راه والماغلز، ولاري بوتر، الشخصية الرئيسية لسلسلة كتيبات أنشطة للأطفال. لاري بوتر، مثل هاري بوتر، فتىً ذو نظارات وشعر داكن، بالرغم من أنه ليس بشخصية في أسطورة راه والماغلز. رسمت ستوفر كذلك عددًا من المقارابات الأخرى، مثل قلعة تطل على بحيرة، صالة استقبال وأبواب خشبية. نشرت دار أندي للنشر، وهي دار أنشأتها ستوفر مع مجموعة من الأصدقاء والعائلة، أجزاءً من راه أساسًا في صورة كتيب في عام 1986. تقدمت دار أندي للنشر بطلب معلنة الإفلاس في سبتمبر 1987 بدون بيع أي من كتيباتها في الولايات المتحدة أو في أي مكان آخر. صرحت رولينغ أنها زارت الولايات المتحدة لأول مرة في عام 1998.
استبعدت رولينغ مع شركة إستالاستيك للصحافة (ناشرها الأمريكي) ووارنر بروس (حاملو حقوق فيلم السلسلة) ستوفر في 2002 بدعوى خاصة بهم تسعى إلى إصدار حكم إعلاني أنهم لم ينتهكوا أيًا من أعمال ستوفر. حكمت المحكمة لصالح رولينغ وأصدرت حكمًا موجزًا واعتبرت أنه «لا يمكن لأي محلف منطقي أن تتأتَّي له احتمالية الشك بخصوص مصدر أعمال الطرفين».